# Opération Stonewall
L’opération Stonewall est une opération alliée durant la Seconde Guerre mondiale visant à intercepter les forceurs de blocus au large de la côte occidentale de la France. C'est un exemple de coopération efficace, interservices et internationale.

## Contexte
Dès le début de la guerre, les Alliés maintenaient un blocus contre l'importation par l'Allemagne des marchandises par voie maritime. Bien que riche de nombreux matériaux industriels de base, l'Allemagne, comme l'Angleterre, ne produisait pas certains éléments stratégiques essentiels. Il s'agit notamment du caoutchouc, de l'étain et du tungstène.
Jusqu'à l'invasion allemande de l'Union soviétique en juin 1941 (opération Barbarossa), le blocus était mis en défaut par le Transsibérien, par lequel transitaient de grandes quantités de matériaux. Une fois que la brèche fut fermée, les navires allemands et italiens, bloqués au Japon et à Singapour alors occupé, furent utilisés pour transporter ces éléments essentiels vers les ports de la France occupée. C’étaient les forceurs de blocus.
Bien qu’une interdiction organisée contre ces briseurs de blocus n'ait pas pu être mis en place jusqu'en décembre 1943, plusieurs navires furent interceptés et coulés dans les océans Atlantique et Indien. Peu réussirent à passer.

## L'opération
Le croiseur néo-zélandais l'HMNZS Gambia, se joignit à l'opération en décembre 1943, et opéra depuis Horta, aux Açores, avec le HMS Glasgow, qui patrouillait dans une zone située au nord de l'archipel.
Le 23 décembre, des avions du porte-avions d'escorte américain USS Card (CVE-11) repérèrent un forceur de blocus supposé. Il y avait d'autres rapports concernant une flottille de destroyers envoyée pour escorter un autre forceur de blocus approchant des côtes françaises. Les HMS Gambia, HMS Glasgow et HMS Enterprise formèrent un cordon pour l'intercepter. Les avions attaquèrent la flottille, escortant alors un navire marchand entrant (SS Osorno). Ils revendiquèrent un coup au but et plusieurs coups à proximité de l’Osorno.
D’autres bâtiments de guerre (HMS Ariadne (en), HMS Penelope et quatre torpilleurs de la France libre) rejoignirent la patrouille pour intercepter un autre forceur dont la présence avait aussi été révélée par les interceptions Enigma. Des avions du Coastal Command agirent en étroite collaboration. Avant que les navires alliés et la force de frappe de la RAF ne puissent avoir le contact avec l’ennemi, le bombardier B24 d’observation (avec un équipage tchécoslovaque de l’escadrille 311 de la RAF (en)) attaqua avec des bombes et des roquettes, et mis le feu au navire allemand SS Alsterufer. L'équipage allemand fut sauvé par quatre corvettes canadiennes et le cargo détruit.
Les destroyers et les torpilleurs allemands avaient prévu de rallier et d’accompagner l’Alsterufer, dans une opération baptisée Bernau. Le Glasgow et l'Entreprise tentaient de les intercepter alors qu'il rentraient à leur base. Guidé par un avion de surveillance, les croiseurs interceptèrent huit destroyers au début de l'après-midi du 28 décembre et échangèrent des tirs avec eux. En dépit de la précision des tirs allemands et des torpilles, d’une action allemande pour s’échapper et d’une attaque avec des bombes guidées par un avion de la Luftwaffe, les navires britanniques maintinrent le contact.

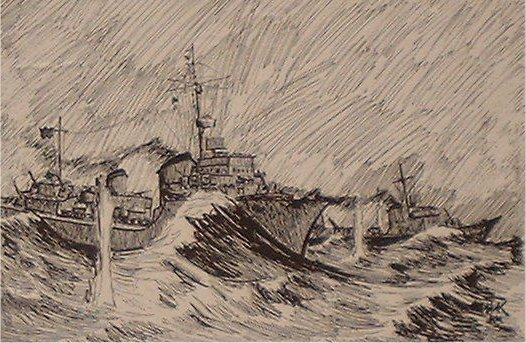
Vue du Z27 du T25 et du T26 en train d’être canonné. Dessiné par Hans Helmut Karsch, un marin allemand, pendant son internement au camp de Curragh. (Musée maritime national d'Irlande)

Les navires allemands se divisèrent en deux groupes et les croiseurs poursuivirent l'un d'entre eux. À 16h00, deux torpilleurs de la classe Elbing (T25 et T26) et le destroyer de classe Narvik Z27 avaient été coulés et un seul était parvenu à s’enfuir, endommagé. Environ 62 survivants furent recueillis par des dragueurs de mines britanniques, 168 par un petit vapeur irlandais, le MV Kerlogue, et par quatre destroyers espagnols. Le forceur de blocus Osorno atteignit la Gironde, mais entra en collision avec une épave dans l'estuaire. Il s’échoua, puis fut déchargé au large.
Le Glasgow, l’Enterprise et l’Ariadne retournèrent à Plymouth et le Pénélope à Gibraltar. De nouveaux forceurs de blocus venant d'Extrême-Orient étaient attendus, en conséquence l’HMS Gambia et HMS Mauritius maintinrent la patrouille au nord des Açores les trois jours suivants. Le Gambia retourna ensuite à Plymouth le 1er janvier 1944.
Trois autres navires allemands furent coulés entre le 3 et le 5 janvier par des patrouilles de la marine américaine dans l'Atlantique Sud. Ce furent les derniers forceurs de blocus.
À l’automne 1944, les armées allemandes battaient retraite hors de France et les ports français ne furent plus ouverts aux navires de l’Axe.

## Participants alliés
Navires: Royaume-Uni, Nouvelle-Zélande, France (libre), États-Unis, Canada.
Avions: États-Unis, Royaume-Uni, Tchécoslovaquie